# Izbišta
Izbišta es un pueblo ubicado en el municipio de Resen, en la región de Pelagonia, Macedonia del Norte.

## Superficie
Cuenta con una superficie de 6,929 kilómetros cuadrados.

## Demografía
Hasta 2021 la población era de 128 habitantes, con una densidad de población de 18,47 habitantes por kilómetro cuadrado.
| Gráfica de evolución demográfica de Izbišta entre 1981 y 2021                        |
|                                                                                      |
| Datos según Population statistics of Eastern Europe & former USSR y City Population. |